# Психосоматика
Психосоматика (от др.-греч. ψυχή — душа и σῶμα — тело), психосоматическая медицина — направление в медицинской психологии, изучающее влияние психологических факторов на возникновение, течение, исход соматических (телесных) заболеваний; область дисциплинарных исследований психосоматической проблемы — исследований, направленных на изучение взаимодействия психики и тела; отрасль клинической психологии.
Предмет исследования психосоматики как науки — психологические факторы возникновения и течения болезней. По оценкам представителей психосоматической медицины, в XXI веке около половины заболеваний имеют психогенный характер. Психические факторы не только провоцируют некоторые заболевания, но также влияют на протекание множества болезней.
В обществе популярно ошибочное мнение, что все болезни человека возникают по причине психологических расстройств, возникающих в душе человека. Представление о том, что у каждой болезни есть своя мистическая (символическая) причина — распространённое заблуждение.
Тема психосоматики эксплуатируется мошенниками с базовым психологическим образованием, которые не являются клиническими психологами и не имеют права оказывать медицинскую помощь.
Соматические заболевания, обусловленные психогенными факторами, называют «психосоматическими расстройствами». В медицине человека исследуется также и влияние соматических болезней на психику. Специалисты доказательной медицины под психосоматическими расстройствами подразумевают возникшие или обострившиеся на фоне стресса болезни.

## История
Идея о влиянии психологических факторов на здоровье является очень древней. Размышления на эту тему встречаются уже у Гиппократа и Аристотеля. Об этом писал Платон в диалоге «Хармид, или О благоразумии»:

Как не следует пытаться лечить глаза отдельно от головы и голову — отдельно от тела, так не следует и лечить тело, не леча душу, и у эллинских врачей именно тогда бывают неудачи при лечении многих болезней, когда они не признают необходимости заботиться о целом, а между тем если целое в плохом состоянии, то и часть не может быть в порядке… всё — и хорошее и плохое — порождается в теле и во всем человеке душою, и именно из неё все проистекает, точно так же как в глазах все проистекает от головы. Потому-то и надо прежде всего и преимущественно лечить душу, если хочешь, чтобы и голова и все остальное тело хорошо себя чувствовали. Лечить же душу, дорогой мой, должно известными заклинаниями, последние же представляют собой не что иное, как верные речи: от этих речей в душе укореняется рассудительность, а её укоренение и присутствие облегчают внедрение здоровья и в области головы и в области всего тела.
— Платон «Хармид» в переводе С. Я. Шейнман
В период Средневековья мусульманский врач Абу Зайд аль-Балхи создал теорию взаимодействия биологических и психологических факторов в развитии болезней.
Термин «психосоматический» был введён в 1818 году немецким врачом Иоганном-Христианом Хайнротом. В 1822 г. немецкий психиатр Карл Якоби ввёл понятие «соматопсихическое», означающее противоположность и одновременно дополнение к отношению к «психосоматическому». Однако лишь столетие спустя этот термин стал общепринятым в медицинской практике, в основном благодаря психологам-психоаналитикам; в эту эпоху психосоматическая терапия иногда называлась «прикладной психоанализ в медицине».
В частности, Зигмунд Фрейд, совместно с Йозефом Брейером предположил, что подавленные эмоции и психические травмы путём защитного механизма, называемого «конверсией», могут проявляться в форме соматических симптомов. Фрейд указывал, что при этом необходима так называемая «соматическая готовность» — физический фактор, который имеет значение для «выбора органа», в котором проявит себя болезнь.
Психоаналитики Хелен Дойч, Хелен Данбар и Франц Александер, эмигрировавшие в сороковые годы в США, привлекли внимание к изучению психосоматических проблем. К концу 50-х годов XX века в американской научной литературе было опубликовано около 5000 статей о соматической медицине с точки зрения психологов. Также в этой области работали такие известные аналитики, как Альфред Адлер и Леопольд Сонди. В России в этом направлении работали учёные школы И. П. Павлова, в связи с разработкой метода экспериментального невроза.
К концу 1940-х годов возникла Парижская школа психосоматики, объединившая группу психоаналитиков Парижского психоаналитического общества, среди которых были П. Марти, М. Фейн, М. де М'Юзан, Ш. Давид, а также присоединились другие специалисты. Ранние исследования, проводившиеся П. Марти индивидуально или совместно с М. Фейном, касались пациентов с такими симптомами, как головные боли, боли в спине или аллергии, и относятся к началу 1950-х годов. Эти исследователи отмечали недостаточность невротических защитных механизмов и рассматривали соматические симптомы как заместительные проявления, однако лишённые символического значения, подобно истерически-конверсионному симптому. Именно тогда возникло понятие соматической регрессии, аналогичное концепту либидинальной психической регрессии. К началу 1960-х годов был завершён и опубликован обширный теоретико-клинический труд «Исследование психосоматики», созданный усилиями П. Марти, М. де М’Юзана и Ш. Давида (1962). Этот труд ознаменовал собой рождение психосоматики как самостоятельной психоаналитической дисциплины. Сформировались новые клинические подходы, включая концепцию депрессии без объекта, операционального мышления, механизма редупликации, а также перспективу экономического подхода, который стал основным направлением в изучении тяжёлых соматических заболеваний. В рамках нового взгляда всё многообразие человеческих проявлений — от психических феноменов до невротических симптомов, черт характера, извращений, сублимаций, поведенческих особенностей и соматизационных процессов — интерпретировалось через призму взаимных трансформаций.

## Психосоматическая проблема
Психосоматическая проблема — это фундаментальная проблема науки о соотношении психики и тела, в центре которой лежит вопрос о биопсихосоциальной природе человека. Большая часть психосоматической теории подвергается сомнениям и не имеет авторитетного источника доказательств.
Психосоматическая проблема является стратегически важной для дальнейшего развития медицины, она отражает комплекс медицинских проблем, связанных с осознанием влияния психических факторов на возникновение и течение соматических болезней.
В интегративной медицине проблема психосоматических расстройств сформулирована как «экстракорпоральный» компонент функциональных систем, вовлечённых в патологические и саногенетические процессы, при этом психические расстройства понимаются как компенсация дисбаланса в организме, что указывает направление поиска их взаимосвязей. Основная проблема такого подхода заключаются в несоответствии понятийных аппаратов, используемых при описании психиатрических и органических нарушений.
А. Лоуэн, В. Райх, Б. Д. Карвасарский, В. В. Николаева, А. Ш. Тхостов, Э. Г. Эйдемиллер, В. В. Юстицкий использовали термины «психосоматическое соотношение», «психосоматическое взаимодействие» и «психосоматическое единство».

### Психосоматическое единство
«Психосоматическое единство» человека является одним из философских аспектов психосоматической проблемы.
Психосоматическое единство — единство разума, души и тела, являющееся производным от взаимозависимых отношений сознания и тела человека. Понятие психосоматического единства является компонентом более сложного понятия целостности человеческого существования..
К пониманию психосоматического единства на сегодняшний день[когда?] существует три подхода:
1. Человек-машина (Ламетри) — сущность человека есть его физическое (телесное) бытие;
2. Двоякая сущность человека (Р. Декарт) — тело и душа имеют разную природу, но при этом взаимодействуют между собой;
3. Тело человека как орудие души (Н. А. Бердяев) — тело подчинено душе и является его органом.

С философской позиции физиологию жизнедеятельности человека можно представить как пространственно-временной континуум внешних событий, который кодируется соответствующим континуумом нейрофизиологических, вегетэмоциональных и соматофункциональных реакций целостного организма.
Интегративное понимание психосоматической проблемы требует теоретических разработок, выходящих за пределы традиционной интерпретации патофизиологических и психопатологических явлений. Попытки в данной сфере уже предпринимаются, например, в проекте Research Domain Criteria (RDoC), а также в некоторых разделах DSM-5 и МКБ-11.

## Психосоматические заболевания
Психосоматические заболевания — это группа болезней, причинами которых являются неполадки в нервной системе больного с симптомами, похожими на заболевания внутренних органов. Это функциональная желудочная диспепсия, синдром раздражённого кишечника и некоторые другие желудочно-кишечные расстройства, фибромиалгия, гипервентиляционный синдром и многие другие.
Ипохондрия, дисморфофобия (неприятие собственного тела), психогенный зуд, психогенная боль в спине, психогенная головная боль, некоторые формы диареи, икоты, учащённого мочеиспускания и некоторые другие расстройства относятся к соматоформным расстройствам по классификации МКБ-10, особенность этих состояний — инструментальные методы не диагностируют нарушения в работе организма.

## Причины психосоматических реакций
Психологи Чик (Cheek) и Лекрон (LeCron) в 1968 году предложили следующий список возможных причин психосоматических заболеваний:
1. Конфликт — к образованию психосоматического симптома может приводить внутренний конфликт между различными частями личности.
2. Сообщение на языке тела — симптом является метафорическим сообщением о неразрешённой психологической проблеме (например: «я не могу это переварить»).
3. Выгода от болезни — к этой категории относятся проблемы со здоровьем, которые приносят определённую условную выгоду их обладателю или кому-то из близких ему людей.
4. Рана — причиной болезни может стать травматический опыт прошлого (предательство, отвержение, покинутость, унижение, несправедливость).
5. Идентификация — физический симптом может образовываться вследствие идентификации с человеком (герой, родитель, наставник), на которого индивид хотел бы быть похожим (но иногда наоборот на сознательном уровне имеет место сильное нежелание быть похожим). Часто этот человек уже умер, и тогда идентификация с ним позволяет поддерживать отношения с этой фигурой.
6. Самонаказание — в некоторых случаях психосоматический симптом выполняет роль бессознательного самонаказания за реальную или воображаемую вину. Также возможна бессознательная попытка своим страданием наказать другого человека, вызвав у него чувство вины.
7. Внушение — симптомы могут возникать посредством внушения негативных убеждений со стороны авторитетной фигуры (например, родитель, врач, профессор).

Психолог Дрансар (Dransart) в 2005 году добавил также следующие возможные причины:
1. Протест — симптом выражает отказ согласиться с чем-либо или с кем-либо.
2. Подавленная эмоция (страх, печаль, гнев).
3. Нереализованное желание или ситуация, когда человек не может жить в соответствии со своей системой ценностей.
4. Отсутствие чувства надёжной привязанности.
5. Психологическая защита против реальной или воображаемой опасности.

## Лечение
Лечение психосоматических расстройств представляет собой психотерапию с возможной медикаментозной поддержкой при её необходимости.
Гипноз, «позитивное мышление» и прочие подобные методы не являются лечением.